# Onda di calore
L'onda di calore è una condizione meteorologica della stagione estiva caratterizzata dall'espansione in senso meridiano di un'area di alta pressione di origine subtropicale verso zone a clima temperato.

## Genesi
L'onda di calore si genera nell'emisfero boreale per la discesa di aria fredda da nord a sud; nel punto più meridionale si genera un'area di bassa pressione che alimenta la risalita di aria calda nelle zone situate ad est rispetto ad essa. Nell'area di alta pressione, di origine subtropicale, le correnti tendono a disporsi da sud-ovest lungo il bordo più occidentale situato nelle vicinanze della depressione, da sud nel cuore dell'area anticiclonica, mentre l'estremità orientale tende a risentire di influssi settentrionali.
Può manifestarsi anche in aree marine, con ripercussioni ecologiche.

## Caratteristiche
Il termine onda di calore è definito in modo diverso nelle varie nazioni.
Secondo l'Organizzazione Meteorologica Mondiale, l'onda di calore è caratterizzata da un notevole riscaldamento dell'aria che origina un periodo accompagnato da temperature elevate, o dall'arrivo di anomale onde di aria calda. Secondo il servizio meteorologico francese, la definizione è applicabile a periodi con temperature massime superiori ai 30 °C. Per gli esperti statunitensi sono sufficienti tre giorni consecutivi con temperature massime superiori ai 32 °C, mentre per il servizio meteorologico britannico sono sufficienti temperature superiori di almeno 4 °C rispetto alla media del periodo. Nei Paesi Bassi è considerata onda di calore un periodo caratterizzato da una temperatura minima non inferiore a 25 °C per almeno cinque giorni consecutivi e da una massima di almeno 30 °C per tre giorni consecutivi.
Al contrario degli anticicloni disposti lungo i paralleli, le aree di alta pressione che si dispongono in senso meridiano non sempre garantiscono una stabilità duratura delle condizioni atmosferiche, in quanto la depressione situata ad ovest rispetto al bordo occidentale tende ad avanzare verso est per l'inesorabile azione della corrente a getto delle medie latitudini, andando così ad insidiare il bordo occidentale stesso e quello settentrionale dell'area di alta pressione subtropicale; al contrario, il bordo orientale e quello meridionale possono essere influenzati dalle azioni delle parti retrograde di basse pressioni situate più a est.

## Onde di calore in Europa
L'Europa può essere interessata da più onde di calore nell'arco di una stessa stagione estiva, che possono avere un numero variabile di giorni di persistenza in base alle zone prese in esame.
La situazione più duratura si verifica nel bacino del Mediterraneo quando l'Anticiclone delle Azzorre e quello subtropicale africano riescono a fondersi tra loro. Le condizioni meteorologiche che ne conseguono sono di tempo stabile e soleggiato, con temperature massime e tassi di umidità in costante aumento, ventilazione debole o del tutto assente (solo lungo i litorali soffiano le brezze), precipitazioni scarse e limitate solo ad isolati fenomeni temporaleschi di natura termoconvettiva.
Tale configurazione meteorologica è stata responsabile del gran caldo che si è verificato in molte stagioni estive nella prima metà del secolo scorso (nel 1905, 1928, 1940, 1945, 1947, 1950, 1952 si sono registrati valori di temperatura elevatissimi anche nell'Europa centrale) e in alcune estati degli ultimi 3 decenni (1982, 1983, 1988, 1990, 1994, 1998, 2003 e 2006), dopo il temporaneo "raffreddamento" degli anni sessanta e settanta dovuto probabilmente ad un leggero contemporaneo rallentamento della Corrente del Golfo.
Situazioni maggiormente transitorie si sono comunque sempre verificate almeno 2 volte in ogni trimestre estivo sull'Europa meridionale, maggiormente esposta alla risalita di aria calda spinta dall'Anticiclone subtropicale africano, anche in assenza di quello delle Azzorre.
Mentre nei paesi a nord delle Alpi la durata media di una singola ondata di calore raramente è maggiore ad una settimana, per i paesi del Mediterraneo e dell'Europa meridionale tali fenomeni risultano maggiori sia in numero che per la loro durata media.
Per il Servizio Meteorologico dell'Aeronautica Militare, si verificano onde di calore quando si hanno geopotenziali di almeno 588 gpdam a 500 hPa (con valori superiori ai 590 gpdam presso i punti di origine dell'ondata calda), ed un'isoterma di almeno 20 °C a 850 hPa.